# ブラック・サイト 危険区域
『ブラック・サイト 危険区域』（原題：Black Site）は、ソフィア・バンクス監督、ジンダー・ホー脚本による2022年のアメリカ合衆国のアクションスリラー映画。ジェイソン・クラーク、ミシェル・モナハン、ジェイ・コートニーが出演した。2022年5月3日にVertical EntertainmentとRedboxより公開された。

## キャスト
| 役名               | 俳優                 | 日本語吹替   |
| 役名               | 俳優                 | テレビ東京版 |
| ------------------ | -------------------- | ------------ |
| アビー・トレント   | ミシェル・モナハン   | 本田貴子     |
| ハチェット         | ジェイソン・クラーク | 三上哲       |
| レイモンド・ミラー | ジェイ・コートニー   | 武内駿輔     |
| テッサ             | パラヴィ・シャルダ   | 古木海帆     |

- テレビ東京版：初回放送2024年7月3日『午後のロードショー』（13:40-15:40）

その他声の出演：遠藤航、田所陽向、菊池通武、濱口綾乃、小野寺悠貴、左座翔丸、阿部竜一、大橋勇人、岡田雄樹、山崎亜弓
演出：高橋剛、翻訳：佐藤志帆、録音・調整：小西真之、製作：ハピネットファントム・スタジオ、テレビ東京プロデューサー：岡本英一郎／尾木和佳奈、制作協力：平田美和（HEATHER）

## 製作
2021年1月25日、ソフィア・バンクスがジェイソン・クラーク、ミシェル・モナハン、ジェイ・コートニー出演のアクションスリラー映画『Black Site』の監督を務めることが発表された。翌月、COVID-19パンデミックの真っ只中、オーストラリアのゴールドコーストで主要撮影が始まり、ウリ・ラトゥケフ、パラヴィ・シャルダ、フェニックス・ラエイ、ファイサル・バッツィがキャストに加わった。撮影はニューサウスウェールズ州のバイロンベイでも行われた。2021年6月までにポストプロダクションに入った。

## 評価
映画レビュー集計サイトRotten Tomatoesでは、7件のレビューのうち29%が賛否両論で、平均評価は5.0/10となっている。